# Rotan Mulya
Rotan Mulya is een bestuurslaag in het regentschap Ogan Komering Ilir van de provincie Zuid-Sumatra, Indonesië. Rotan Mulya telt 1511 inwoners (volkstelling 2010).